# Natação no Campeonato Mundial de Esportes Aquáticos de 2015 - 200 m livre feminino
A prova dos 200 metros livre feminino da natação no Campeonato Mundial de Esportes Aquáticos de 2015 ocorreu nos dias 4 de agosto e 5 de agosto em Cazã na Rússia.

## Recordes
Antes desta competição, os recordes mundiais e do campeonato nesta prova eram os seguintes:
| Tipo                  | Atleta              | Tempo   | Local | Data                |
| --------------------- | ------------------- | ------- | ----- | ------------------- |
|                       | Federica Pellegrini | 1:52.98 | Roma  | 29 de julho de 2009 |
| Recorde do campeonato | Federica Pellegrini | 1:52.98 | Roma  | 29 de julho de 2009 |

## Medalhistas
| Ouro                | Prata                     | Bronze               |
| Katie Ledecky (USA) | Federica Pellegrini (ITA) | Missy Franklin (USA) |

## Resultados

### Eliminatórias
Esses foram os resultados das eliminatórias.
| Pos. | Bateria | Raia | Nadadora               | Nacionalidade  | Tempo   | Notas |
| ---- | ------- | ---- | ---------------------- | -------------- | ------- | ----- |
| 1    | 5       | 4    | Katie Ledecky          | Estados Unidos | 1:55.82 | Q     |
| 2    | 5       | 5    | Katinka Hosszú         | Hungria        | 1:56.32 | Q     |
| 3    | 6       | 3    | Missy Franklin         | Estados Unidos | 1:56.42 | Q     |
| 4    | 5       | 3    | Shen Duo               | China          | 1:56.75 | Q     |
| 5    | 7       | 3    | Veronika Popova        | Rússia         | 1:57.18 | Q     |
| 6    | 6       | 4    | Federica Pellegrini    | Itália         | 1:57.34 | Q     |
| 7    | 7       | 5    | Emma McKeon            | Austrália      | 1:57.78 | Q     |
| 8    | 7       | 6    | Charlotte Bonnet       | França         | 1:57.99 | Q     |
| 9    | 7       | 4    | Femke Heemskerk        | Países Baixos  | 1:58.10 | Q     |
| 10   | 6       | 6    | Michelle Coleman       | Suécia         | 1:58.11 | Q     |
| 11   | 6       | 5    | Siobhan-Marie O'Connor | Reino Unido    | 1:58.27 | Q     |
| 11   | 6       | 7    | Guo Junjun             | China          | 1:58.27 | Q     |
| 13   | 5       | 2    | Viktoriia Andreeva     | Rússia         | 1:58.31 | Q     |
| 13   | 5       | 7    | Chihiro Igarashi       | Japão          | 1:58.31 | Q     |
| 15   | 5       | 1    | Nina Rangelova         | Bulgária       | 1:58.41 | Q     |
| 16   | 5       | 8    | Manuella Lyrio         | Brasil         | 1:58.68 | Q     |
| 17   | 7       | 2    | Melanie Wright         | Austrália      | 1:58.94 |       |
| 18   | 5       | 6    | Melani Costa           | Espanha        | 1:59.00 |       |
| 19   | 5       | 0    | Louise Hansson         | Suécia         | 1:59.34 |       |
| 20   | 7       | 8    | Sachi Mochida          | Japão          | 1:59.35 |       |
| 21   | 6       | 8    | Emily Overholt         | Canadá         | 1:59.61 |       |
| 22   | 6       | 2    | Alice Mizzau           | Itália         | 1:59.68 |       |
| 23   | 7       | 7    | Coralie Balmy          | França         | 1:59.70 |       |
| 24   | 6       | 1    | Lisa Zaiser            | Áustria        | 1:59.97 |       |
| 25   | 3       | 8    | Anna Kolářová          | Chéquia        | 2:00.24 |       |
| 26   | 7       | 0    | Katerine Savard        | Canadá         | 2:00.30 |       |
| 27   | 7       | 1    | Larissa Oliveira       | Brasil         | 2:00.35 |       |
| 28   | 4       | 4    | Cecilie Johannessen    | Noruega        | 2:00.67 |       |
| 29   | 4       | 5    | Katarína Listopadová   | Eslováquia     | 2:00.69 |       |
| 30   | 6       | 0    | Evelyn Verrasztó       | Hungria        | 2:00.72 |       |

| Ver o restante da classificação | Ver o restante da classificação | Ver o restante da classificação | Ver o restante da classificação | Ver o restante da classificação | Ver o restante da classificação | Ver o restante da classificação |
| Pos.                            | Bateria                         | Raia                            | Nadadora                        | Nacionalidade                   | Tempo                           | Notas                           |
| ------------------------------- | ------------------------------- | ------------------------------- | ------------------------------- | ------------------------------- | ------------------------------- | ------------------------------- |
| 31                              | 5                               | 9                               | Nguyễn Thị Ánh Viên             | Vietname                        | 2:00.80                         |                                 |
| 32                              | 6                               | 9                               | Cheng Camille Lily Mei          | Hong Kong                       | 2:00.96                         |                                 |
| 33                              | 4                               | 3                               | Theodora Giareni                | Grécia                          | 2:01.00                         |                                 |
| 34                              | 4                               | 0                               | Danielle Villards               | Suíça                           | 2:01.03                         |                                 |
| 35                              | 3                               | 3                               | Anastasia Bogdanovski           | Macedônia do Norte              | 2:01.28                         |                                 |
| 36                              | 4                               | 2                               | Jessica Camposano               | Colômbia                        | 2:01.81                         |                                 |
| 36                              | 4                               | 1                               | Jasmine Al-Khaldi               | Filipinas                       | 2:01.81                         |                                 |
| 38                              | 4                               | 9                               | Quah Ting Wen                   | Singapura                       | 2:02.13                         |                                 |
| 39                              | 3                               | 2                               | Gaja Natlačen                   | Eslovênia                       | 2:02.32                         |                                 |
| 40                              | 4                               | 8                               | Kimberly Buys                   | Bélgica                         | 2:02.54                         |                                 |
| 41                              | 3                               | 6                               | Gizem Bozkurt                   | Turquia                         | 2:02.63                         |                                 |
| 42                              | 4                               | 6                               | Natthanan Junkrajang            | Tailândia                       | 2:02.83                         |                                 |
| 43                              | 3                               | 7                               | Julia Hassler                   | Liechtenstein                   | 2:03.08                         |                                 |
| 44                              | 4                               | 7                               | Katarina Simonović              | Sérvia                          | 2:03.21                         |                                 |
| 45                              | 3                               | 1                               | Monique Olivier                 | Luxemburgo                      | 2:03.23                         |                                 |
| 46                              | 3                               | 5                               | Elisbet Gámez                   | Cuba                            | 2:03.56                         |                                 |
| 47                              | 3                               | 4                               | Sycerika McMahon                | Irlanda                         | 2:03.89                         |                                 |
| 48                              | 3                               | 0                               | Andrea Cedrón                   | Peru                            | 2:04.07                         |                                 |
| 49                              | 2                               | 3                               | Sara Pastrana                   | Honduras                        | 2:06.15                         |                                 |
| 50                              | 2                               | 4                               | Rebeca Quinteros                | El Salvador                     | 2:06.75                         |                                 |
| 51                              | 2                               | 1                               | Arianna Sanna                   | República Dominicana            | 2:07.24                         | Recorde nacional                |
| 52                              | 2                               | 5                               | Lani Cabrera                    | Barbados                        | 2:07.75                         |                                 |
| 53                              | 2                               | 7                               | Elena Giovannini                | San Marino                      | 2:07.84                         |                                 |
| 54                              | 3                               | 9                               | Chrysoula Karamanou             | Chipre                          | 2:09.01                         |                                 |
| 55                              | 2                               | 2                               | Matelita Buadromo               | Fiji                            | 2:09.07                         |                                 |
| 56                              | 2                               | 6                               | Lydia Musleh                    | Jordânia                        | 2:09.74                         |                                 |
| 57                              | 2                               | 0                               | Nadia Tudo                      | Andorra                         | 2:12.21                         |                                 |
| 58                              | 2                               | 9                               | Nikol Merizaj                   | Albânia                         | 2:14.58                         |                                 |
| 59                              | 2                               | 8                               | Ani Poghosyan                   | Armênia                         | 2:16.22                         |                                 |
| 60                              | 1                               | 4                               | Sofia Shah                      | Nepal                           | 2:18.93                         |                                 |
| 61                              | 1                               | 3                               | Kaya Forson                     | Gana                            | 2:23.72                         |                                 |
| 62                              | 1                               | 6                               | Aminath Shajan                  | Maldivas                        | 2:28.75                         |                                 |
| 63                              | 1                               | 5                               | Nada Arkaji                     | Catar                           | 2:30.40                         |                                 |
| 64! !                           | 7                               | 9                               | Johanna Friedrich               | Alemanha                        | DNS                             |                                 |

### Semifinal
Esses foram os resultados das semifinais.
Semifinal 1
| Pos. | Raia | Nadadora            | Nacionalidade | Tempo   | Notas |
| ---- | ---- | ------------------- | ------------- | ------- | ----- |
| 1    | 3    | Federica Pellegrini | Itália        | 1:56.23 | Q     |
| 2    | 5    | Shen Duo            | China         | 1:56.44 | Q     |
| 3    | 4    | Katinka Hosszú      | Hungria       | 1:56.51 | Q     |
| 4    | 6    | Charlotte Bonnet    | França        | 1:57.01 |       |
| 5    | 1    | Chihiro Igarashi    | Japão         | 1:57.75 |       |
| 6    | 7    | Guo Junjun          | China         | 1:57.79 |       |
| 7    | 2    | Michelle Coleman    | Suécia        | 1:58.12 |       |
| 8    | 8    | Manuella Lyrio      | Brasil        | 1:59.28 |       |

Semifinal 2
| Pos. | Raia | Nadadora               | Nacionalidade  | Tempo   | Notas |
| ---- | ---- | ---------------------- | -------------- | ------- | ----- |
| 1    | 5    | Missy Franklin         | Estados Unidos | 1:56.37 | Q     |
| 2    | 3    | Veronika Popova        | Rússia         | 1:56.56 | Q     |
| 3    | 4    | Katie Ledecky          | Estados Unidos | 1:56.76 | Q     |
| 4    | 2    | Femke Heemskerk        | Países Baixos  | 1:56.91 | Q     |
| 5    | 6    | Emma McKeon            | Austrália      | 1:56.95 | Q     |
| 6    | 7    | Siobhan-Marie O'Connor | Reino Unido    | 1:57.30 |       |
| 7    | 1    | Viktoriya Andreyeva    | Rússia         | 1:58.14 |       |
| 8    | 8    | Nina Rangelova         | Bulgária       | 1:59.54 |       |

### Final
Esse foi o resultado da final. 
| Pos.              | Raia | Nadadora            | Nacionalidade  | Tempo   | Notas            |
| ----------------- | ---- | ------------------- | -------------- | ------- | ---------------- |
| Medalha de ouro   | 7    | Katie Ledecky       | Estados Unidos | 1:55.16 |                  |
| Medalha de prata  | 4    | Federica Pellegrini | Itália         | 1:55.32 |                  |
| Medalha de bronze | 5    | Missy Franklin      | Estados Unidos | 1:55.49 |                  |
| 4                 | 2    | Veronika Popova     | Rússia         | 1:56.16 |                  |
| 5                 | 6    | Katinka Hosszú      | Hungria        | 1:56.19 | Recorde nacional |
| 6                 | 3    | Shen Duo            | China          | 1:56.27 |                  |
| 7                 | 8    | Emma McKeon         | Austrália      | 1:56.41 |                  |
| 8                 | 1    | Femke Heemskerk     | Países Baixos  | 1:56.79 |                  |

Legenda
| Recorde mundial       | Recorde mundial (World record)               |                       | Recorde africano                      | Recorde africano (African) |                                           | Q | Classificado por posição (Qualified) |
| Recorde do campeonato | Recorde do campeonato (Championship record)  | Recorde da América    | Recorde da América (Americas)         | q                          | Classificado por melhor tempo (Qualified) |   |                                      |
| Melhor marca do ano   | Melhor marca do ano (World leading)          | Recorde asiático      | Recorde asiático (Asian)              | DNS                        | Não largou (Did not start)                |   |                                      |
| Recorde nacional      | Recorde nacional (National record)           | Recorde europeu       | Recorde europeu (European)            | DNF                        | Não terminou (Did not finish)             |   |                                      |
| Recorde pessoal       | Recorde pessoal do atleta (Personal best)    | Recorde da Oceania    | Recorde da Oceania (Oceania)          | DSQ / DQ                   | Desclassificado (Disqualified)            |   |                                      |
| Recorde da temporada  | Recorde da temporada do atleta (Season best) | Recorde sul-americano | Recorde sul-americano (South America) | NM                         | Sem marca (No mark)                       |   |                                      |